# Jean Levie
Pour les articles homonymes, voir Levie.
Jean Levie, né le 21 janvier 1885 à Charleroi (Belgique) et mort le 15 août 1966 à Eegenhoven-Louvain (Belgique), est un prêtre jésuite belge, professeur et exégète du Nouveau Testament. Il fut pendant 25 ans, de 1926 à 1951, directeur de la Nouvelle Revue théologique.

## Biographie
Jean Levie est né à Charleroi le 21 janvier 1885, quatrième d'une famille de douze enfants. Son père Michel Levie, homme politique belge, fut député de Charleroi de 1900 à 1921 dans les rangs de la démocratie chrétienne. Au sortir de rhétorique, Jean Levie manifeste le désir d'entrer dans la Compagnie de Jésus. Il est ordonné prêtre en 1917 à Louvain. Il entame, en octobre 1921, une carrière professorale à la chaire d'exégèse du Nouveau Testament au collège théologique de la Compagnie de Jésus à Louvain, carrière qui allait durer plus de quarante ans.
Il assume en surplus pendant 25 ans, de 1926 à 1951, la direction de la Nouvelle Revue Théologique et, durant cinq ans de 1929 à 1933, la direction de la collection éditoriale du Museum Lessianum.
Ayant commenté longuement dans la revue l'encyclique Divino afflante Spiritu de 1943, qui marque une date capitale dans l'histoire de l'exégèse catholique et inaugure une série d'interventions du Magistère qui toutes vont dans le sens du progrès exégétique, le Père Levie publie, en pleine fidélité à la lettre et à l'esprit de cette charte libératrice, une série d'articles sur les conditions requises pour une interprétation pleinement chrétienne de l'Écriture sainte et sur les rapports de l'exégèse critique et de l'interprétation théologique, précisant les apports et les limites de la preuve d'Écriture Sainte en théologie. Ces articles sont recueillis dans l'ouvrage La Bible, parole humaine et message de Dieu, précédés d'un large exposé d'histoire de l'exégèse durant les cent dernières années.

## Ouvrages

### Écrits
- Sous les yeux de l'incroyant, coll. Muséum Lessianum, Paris-Bruges, Desclée De Brouwer, 2e éd., 1946, 304 p.
- La Bible, parole humaine et message de Dieu, dans Archives de sociologie des religions, n°8, 1959, p. 188 et coll. Muséum Lessianum, Paris-Bruges, Desclée De Brouwer,1958. Recension par Emile Poulat sur la base Persée.
- Michel Levie (1851-1939) et le mouvement chrétien social de son temps, Louvain, Éditions de la Société d'études morales, sociales et juridiques, Éditions Nauwelaerts, 1962. Recension par Paul Gerin dans la base Persée.

### Étude
- François Laplanche, La crise de l'origine : la science catholique des Évangiles et l'histoire au  XXe siècle, Paris , Albin Michel, 2006. Recension dans la Revue d'histoire des religions.

## Autres